# Versalspitze

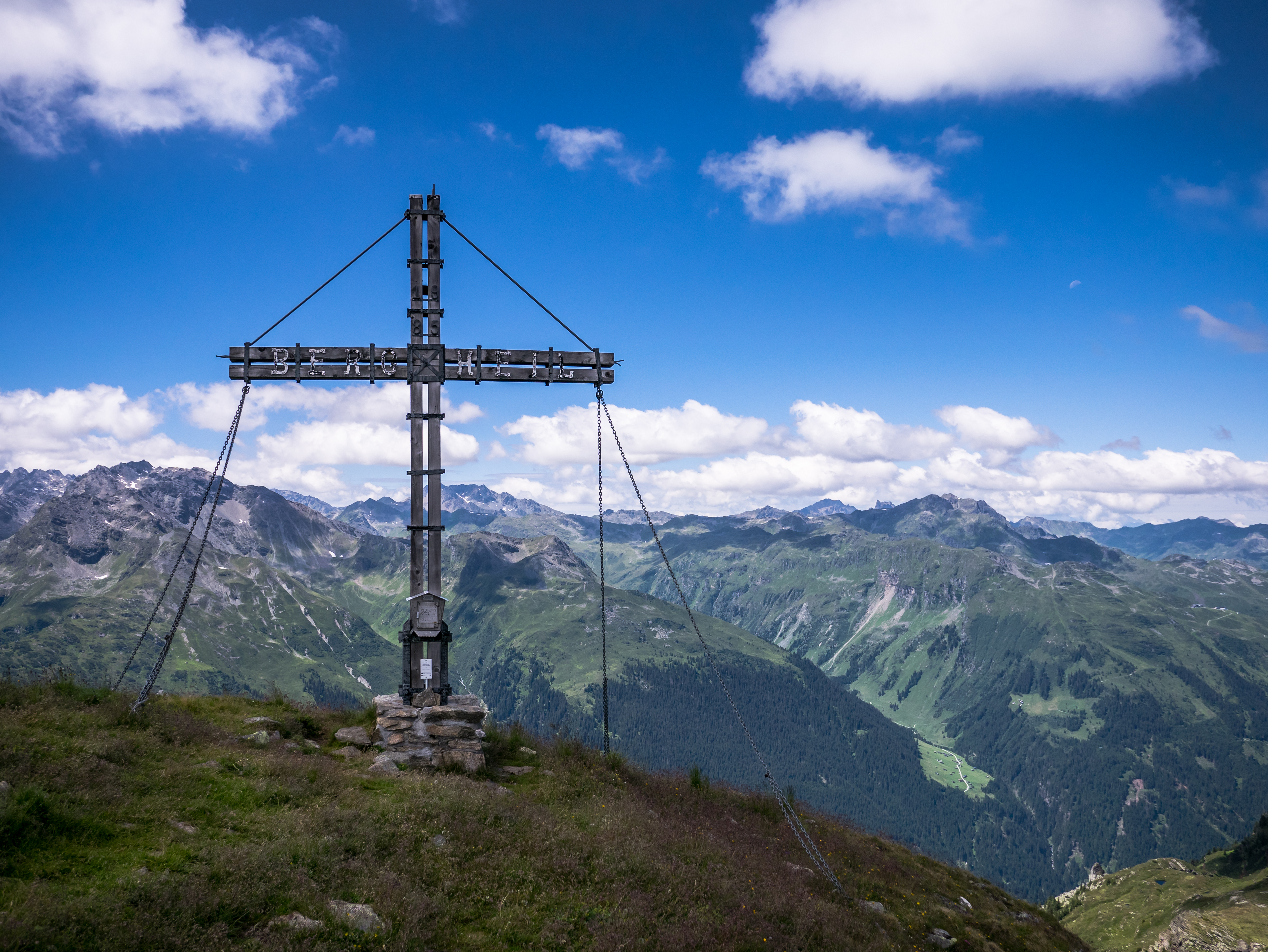
Versalspitze, ehemaliges Kreuz

Die Versalspitze, auch Versailspitze, lokal Versal (sprich [fer'za:l…]), ist ein 2462 m ü. A. hoher Berg im Verwall im Gemeindegebiet Gaschurn im Montafon, Vorarlberg.

## Lage und Landschaft
Die Versalspitze erhebt sich über dem Gaschurner Ortsteil Partenen und dem Verbellatal. Sie bildet mit dem benachbarten, dominanteren Augstenberg (2489 m ü. A.) das Westende des Valschavielkamms. Die beiden nahen Gipfel sind durch das Jöchli (2405 m ü. A.) verbunden. Gegen Süden bricht die Versal in einer knapp 500 Meter hohen Wand zum Wiegensee (1920 m ü. A.) ab. Der liegt auf einem Zwischenplateau, der Wiege, dann brechen die Schrofen weitere 500 Meter gegen das untere Verbellatal (Alpe Ganifer), und die Tafamunt über 1000 Meter gegen Partenen (1051 m ü. A.) und das Illtal ab.

## Naturschutz
Die Versalspitze bildet den südlichen Abschluss des Vogelschutzgebiets Verwall (Natura 2000 AT3412000, 12.057 ha). An der Südabdachung liegen die Fauna-Flora-Habitat-Gebiete Wiegensee (AT3413000) mit 65 ha und
Schuttfluren Tafamunt (AT3422000) 68 ha. Ersteres erfasst den See und seine umliegenden Feuchtgebiete und sonstigen Biotope, zweitere die Schutthalden und Steilwälder gegen das Illtal. Der ganze Bereich zwischen unterem Valschavieltal und dem Verbellatal (einschließlich Augstenberg) wird im Biotopinventar Vorarlberg als Großraumbiotop Tafamunt-Wiege-Versal (Nr. 11018) mit 1091,7 ha geführt. Aufgrund der Besonderheit des Gebiets in Arten- wie auch Biotopvielfalt wurde es als Juwel der Gemeinde Gaschurn eingetragen.

## Wege
Der Berg ist von Partenen (Kopswerk) über Tafamunt, einem langen Aufstieg, oder die Tafamuntbahn-Bergstation, und dann das Vendulabachtal erreichbar. Dort liegt das aufgelassene Versailhaus (Versal-Haus). Dann führt der Weg über das Jöchli leicht zum Gipfel.

Zweiter Anstieg ist von Westen, von der Alpe Verbella, die man von Partenen über das Verbellatal oder – auch von Tiroler Seite – vom Zeinisjoch (Zeinisjochhaus, Kopssee) erreicht, und von dort ebenfalls aufs Jöchli.
Einen direkten Weg Wiegensee – Versalspitze gibt es keinen, man muss über Tafamuntalpe oder Verbellenalpe um die Südwand herum.